# Allomerus octoarticulatus
Allomerus octoarticulatus (лат.) — вид южноамериканских муравьёв подсемейства мирмицин (Myrmicinae).

## Описание
Муравьи Allomerus octoarticulatus заселяют от 40 до 80 % деревьев кордии узловатой (Cordia nodosa), поселяясь в специальных полостях внутри ветвей растения. Когда у кордии наступает сезон размножения, муравьи обгрызают соцветия. Стерилизованные таких образом растения снижают производство семян с 80 до 100 %, а сохранённые ресурсы идут на образование новых побегов и полостей для муравьёв (также поступают ещё 2 вида муравьёв, живущие на других растениях).
На тех же растениях живут и другие муравьи, например рода Azteca, которые в отличие от Allomerus octoarticulatus никогда не стерилизуют растение. Кордия живёт около 77 лет, а колонии муравьёв Allomerus octoarticulatus и Azteca — по 7 и 14 лет соответственно.